# Habronattus tarascanus
Habronattus tarascanus är en spindelart som beskrevs av Griswold 1987. Habronattus tarascanus ingår i släktet Habronattus och familjen hoppspindlar. Inga underarter finns listade i Catalogue of Life.